# Fosfol
Fosfolul (IUPAC: 1H-fosfol) este un compus organic heterociclic cu formula chimică C
4H
4PH, fiind analogul cu fosfor al pirolului. Derivații săi substituiți se numesc fosfoli. 